# آریان (تاجیکستان)
آریان (پیشتر: جربلاغ) جماعت و شهرکی با ۱۲٬۹۳۵ نفر جمعیت در ناحیهٔ اشت ولایت سغد است که در شمال غربی تاجیکستان قرار دارد.